# Niedersachsens flag
Niedersachsens flag er en vandret delt trikolore i de tyske farver sort, rødt og gult med forbundslandets våbenskjold midt i flagdugen. Niedersachsens våben viser en springende hvid hingst på rødt felt. Flaget er i forholdet 2:3.
Fra 1946 og frem til delstatsflaget blev endelig fastsat, gjorde et rødt flag med hingsten tjeneste som Niedersachsens flag. Efter heftige diskussioner om flagspørgsmålet blev dette alligevel ikke valgt, og heller ikke flagene eller farverne til nogen af de områder som blev samlet i det nye forbundsland. I stedet blev de tyske farver valgt som grundlag for flagdugen. Flag og våben blev fastsat ved lov 13. oktober 1952. Statsflaget er et splitflag af det ordinære delstatsflag.
Tre tyske forbundslande har flag baseret på de tyske farver sort, rødt og gult. I tillæg til Niedersachsen er det Rheinland-Pfalz og Saarland.
I Niedersachsen er også flagene for tidligere selvstændige landområder som opgik i det og nydannede forbundsland efter den 2. verdenskrig officielt anerkendt. Det gælder Hannovers flag i gult over hvidt, Oldenburgs blå flag med rødt kors, Braunschweigs flag i blåt over gult, og Schaumburg-Lippes flag i hvidt, over rødt over blåt.

## Eksterne links
- Niedersächsisches Wappengesetz (NWappG) Vom 8. März 2007 (Webside ikke længere tilgængelig)
- Wappen und Flagge fra Niedersachsens statskanseli